# Gloydius lijianlii
Espèce
Gloydius lijianlii est une espèce de serpents de la famille des Viperidae. 

## Répartition
Cette espèce est endémique de la province du Shandong en Chine.

## Description
C'est un serpent venimeux.

## Publication originale
- Jiang & Zhao, 2009 : Gloydius lijianlii, a new species from the northern coastal islands along Shandong peninsula (Reptilia, Squamata, Viperidae). Acta Zootaxonomica Sinica, vol. 34, n. 3, p. 642-646.